# Дмитровский экскаваторный завод
ФГУП «Дми́тровский экскава́торный заво́д» — машиностроительное предприятие в городе Дмитрове Московской области, основной сферой деятельности которого является производство траншейных экскаваторов. Является одним из старейших российских предприятий, производящих данную продукцию.
Завод с 1898 года к настоящему времени из небольшой мастерской по отливке чугунных изделий вырос в крупное предприятие машиностроительной отрасли. Несколько раз предприятие меняло название.
Первой продукцией были чугунные изделия, предприятие освоило механическую обработку, выполняло ремонтные работы для предприятий Дмитровского уезда. Постепенно был налажен выпуск камнедробилок, шлакодробилок, глиномялок и других изделий, предприятие перешло в областное подчинение. Став предприятием федерального подчинения, завод был перепрофилирован на выпуск траншейных экскаваторов.

## История
Завод был построен справа от дороги, идущей из Дмитрова в село Внуково (сейчас это территория города), на холме, ранее называемым Поклонной горой, где ранее располагалось Орехово с шатровой церковью XVII века.
В 1898 году выходцем из крестьян И. М. Галкиным в городе Дмитрове был основан чугунолитейный завод. И. М. Галкин имел опыт работы литейщика и формовщика на московских фабриках.
К 1914 году с помощью компаньонов дополнительные вложения в производство позволили организовать на заводе нескольких цехов: литейный, токарный, слесарный, модельный, обрубочный и кузнечный. В памятной книжке Московской губернии от 1914 года предприятие упоминается как «Чугунолитейный и механический завод Ивана Мироновича Галкина».
В годы Первой мировой войны завод изготовил, в частности, ряд деталей для Царь-танка, который испытывался вблизи Дмитрова.

### Советское время. Уездный период
После революции завод был национализирован, в 1918 году завод вошёл в местный Совет народного хозяйства. Первым «красным» директором стал член ВКП(б), бывший председатель уездного Военно-революционного комитета, бывший мастер литейного цеха А. И. Ржанов. В 1919 году завод из ветхих помещений переводится в пустующие помещения городских бань братьев Новосёловых. Также к заводу присоединяют кустарную мастерскую Мошкина и бывший секретный сборочно-ремонтный завод со всем оборудованием, расположенный в селе Очево и занимающийся изготовлением Царь-танка. Завод ведёт ремонт сельхозорудий и поставляет чугунное литьё для местных предприятий.
В 1923 году завод носит название Чугунолитейного и механического завода Дмитровского Уисполкома. В 1925 году завод входит в ведение Дмитровского Промторга, куда также входят другие промышленные предприятия Дмитровского уезда.
В 1927 году произведена реконструкция и расширение производства по решению руководителя Промторга С. А. Бекасова и директора завода А. И. Ржанова. Появилось машинное дизельное отделение с выработкой электроэнергии. Для этого заводу отдали пустующее здание зернохранилища на холме, возле Тихвинской церкви.
В 1929 году переходит в областное подчинение Металлотреста Московского областного совета народного хозяйства и получает название «Чугуно-меднолитейного и механического завода № 4 Металлотреста МОСНХ». Меняется и выпускаемая номенклатура, возрастают объёмы: камнедробилки, глиномялки, мельничные поставы «Смычка», сборка шлакодробилок. Завод продолжает производить чёрное литьё и производить механические работы, строится новый кирпичный цех.
В 1931 году завод переходит в подчинение Государственного всесоюзного треста по производству машин и оборудования для стройиндустрии и промышленности строительных материалов (Главстроймашина), относящегося к Главному управлению среднего машиностроения Главного управления машиностроения и металлообработки ВСНХ СССР.

### Экскаваторный завод

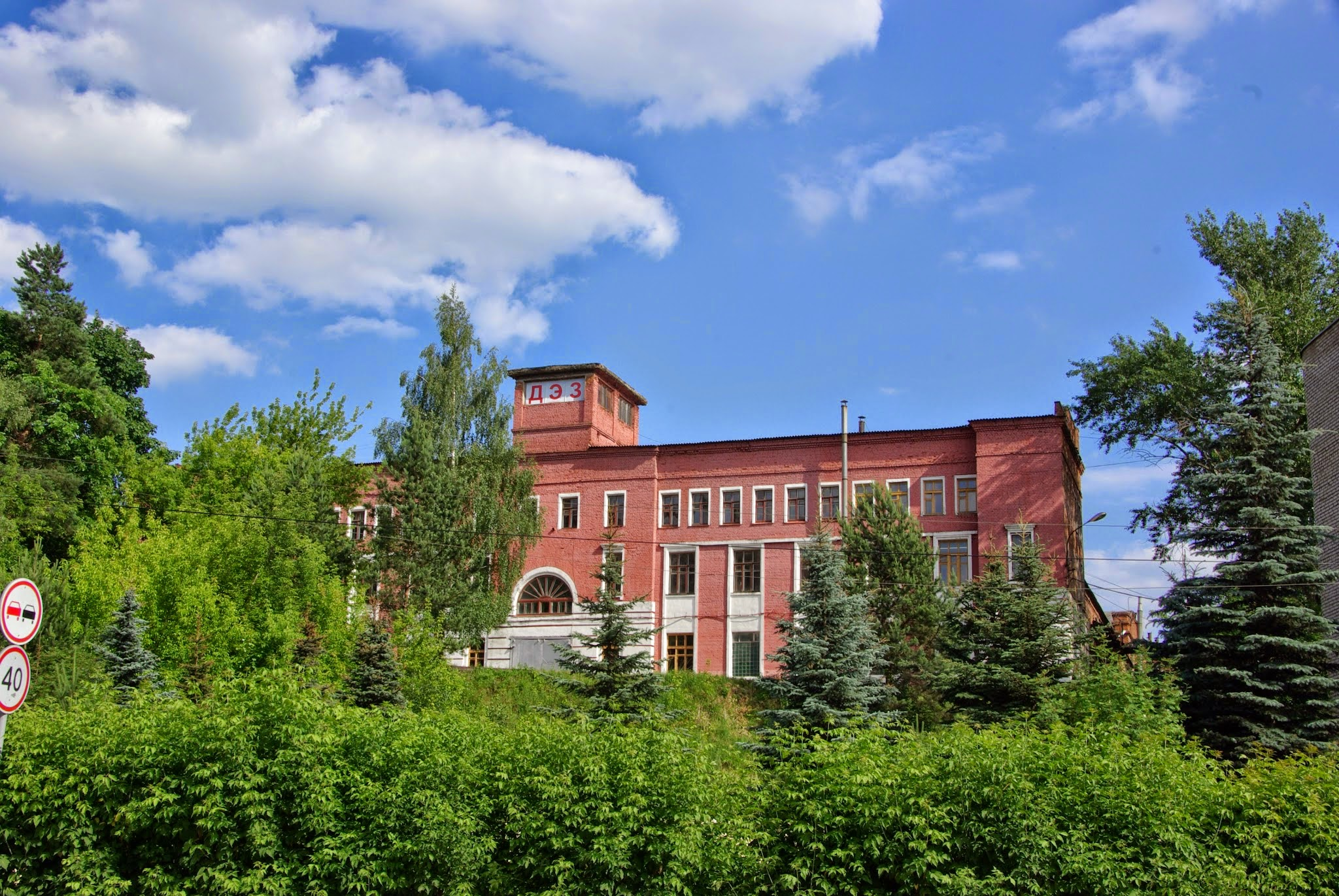
Производственное здание ДЭЗ

Обстановка сильно поменялась, когда Дмитров оказался в центре стройки канала имени Москвы с 1932 по 1937 год, и для постройки канала был образован Дмитлаг.
Завод с трёх сторон подпирали территории участков Дмитлага. Так, с юга к заводу примыкал жилой «городок Дмитлага» с его ближайшими улицами: Шлюзовая, Большевистская и другие, где проживали управленцы и инженерно-технические работники. С севера и востока располагались бараки с заключёнными, где создали песчаные карьеры, откуда заключённые брали песок для строительства канала.
Дмитлаг (Дмитровский ИТЛ) создавался для «перековки трудом» заключённых. Для агитации перевоспитания заключённых использовался двухэтажный клуб Дмитлага, перевезённого со строительства Беломоро-Балтийского канала. Дом культуры ДЭЗ (сейчас ДК «Современник») был возведён на его месте.
В 1933 году Главстроймашина даёт задание Дмитровскому заводу наладить производство цепного траншейного экскаватора МК-I (ЭТ-251).
Начинается строительство экскаваторного завода на месте чугуно-меднолитейного завода. Территория расширяется: возводятся новые цеха, меняется и обновляется инфраструктура, завозится новое оборудование.
Явных подтверждений об управлении заводом руководством Дмитлага и привлечение заключённых Дмитлага для работы на Экскаваторном заводе нет. Но косвенные данные позволяют говорить о, как минимум, участии заключённых в строительных работах для строительства экскаваторного завода и изготовлением заводом и мехобработкой изделий для нужд канала.
Так с 1932 по 1937 год каждый год завод принадлежал то одному, то другому Управлению  Наркомату Тяжёлой промышленности СССР.
В 1934 году заводом был выпущен первый советский цепной траншейный экскаватор МК-I, предназначенный для отрытия траншей глубиной до 2,25 метров с целью прокладки водопроводов и канализационных систем. Благодаря освоению производства этих экскаваторов СССР перестал зависеть от закупки аналогичной техники за рубежом. За этой моделью последовали другие: траншейный экскаватор МТТ, с помощью которого строились трамвайные пути в Москве, траншейный экскаватор МК-IV для прокладки линий связи, экспериментальный роторный траншейный экскаватор КГ-65.
После завершения строительства канала заводу отошёл жилой фонд «городка Дмитлага» вместе с клубом в окружении сквера. После обновления и расширения инфраструктуры в 1940-х годах поселение получило название посёлок Экскаваторного завода. Город получил развитие в направлении ДЭЗ: был построен первый стадион «Авангард», новые здания городской поликлиники, двухэтажные многоквартирные дома, на месте клуба Дмитлага был построен красивый дом культуры ДЭЗ.
Завод выпускал экскаваторы на основе обширной кооперации. Так двигатели поставлял автомобильный завод имени Сталина, роликовые цепи шли с московского завода «Ракомза». Детали, получаемые стальным литьём, поступали с Костромского экскаваторного завода «Рабочий металлист» и Ленинградского завода «Ленметаллургстрой», относящихся к Народному Комиссариату тяжёлой промышленности.
Долгое время завод оставался главным предприятием страны, выпускавшим траншейные экскаваторы. Так, из 525 машин, выпущенных до Великой Отечественной войны, 500 машин было изготовлено Дмитровским экскаваторным заводом (небольшое количество машин выпустил также киевский завод «Красный экскаватор»).
В ноябре 1941 года завод был эвакуирован в Тюмень и за годы войны произвёл ещё девять экскаваторов типа МК-I.

### Послевоенное время

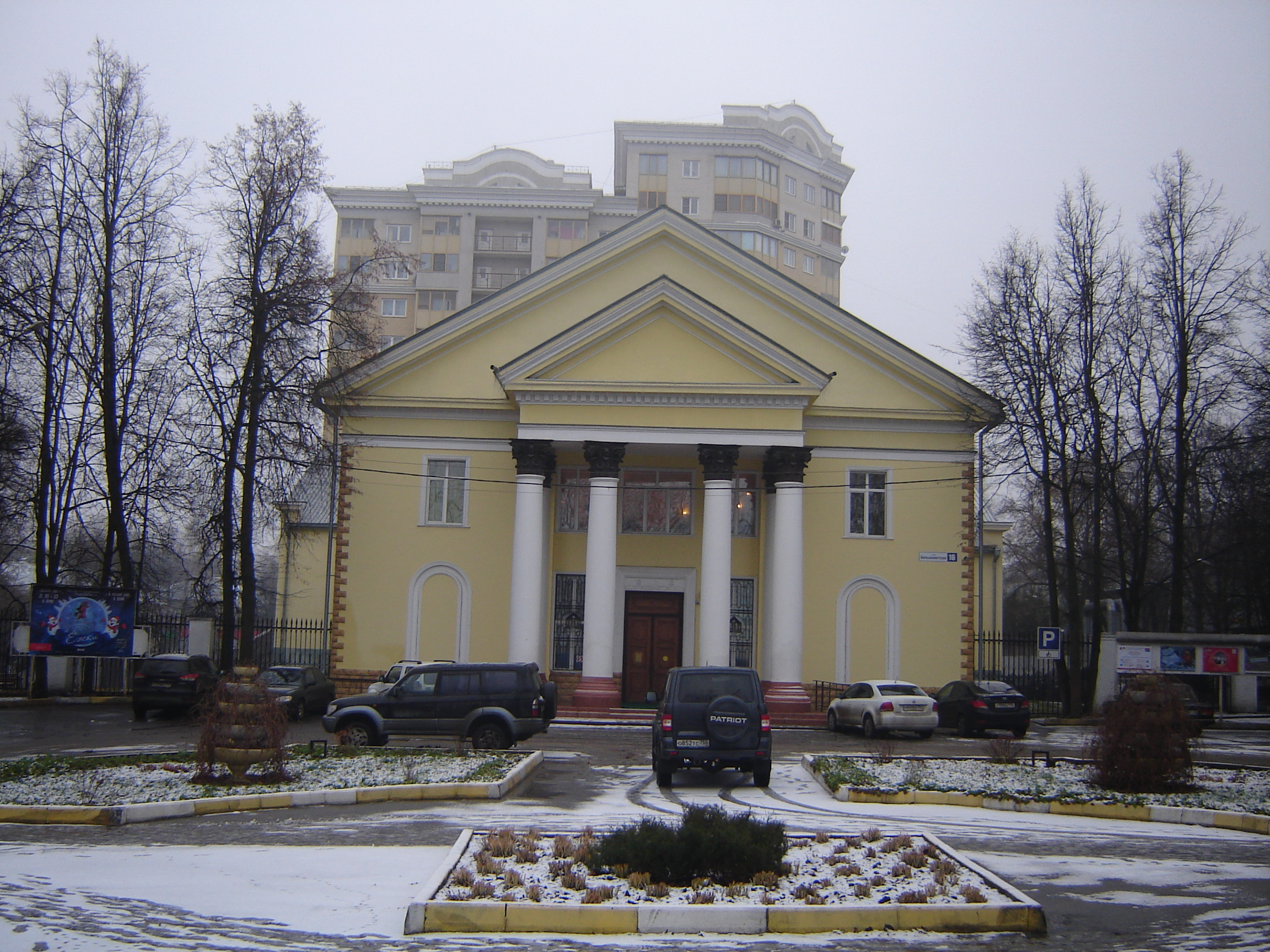
ДК «Современник», бывший Дом культуры «ДЭЗ»

15 марта 1946 года Дмитровский экскаваторный завод поступает в подчинение образованного Министерства Строительного и дорожного машиностроения (бывший Народный комиссариат Строительного и дорожного машиностроения), в состав Главного управления по производству экскаваторов и кранов (Главэкскаватор).
В 1946 году в СССР было выпущено только два траншейных экскаватора, обе машины изготовил Дмитровский завод. Вскоре завод возобновил производство роторных траншейных экскаваторов КГ-65, а с 1947 года начал производство модели МК-I-М (улучшенная версия МК-I) с глубиной копания до 3,5 метров. Модификация этой модели под названием ЭТ-351 производилась до 1951 года, ей на смену пришла усовершенствованная модель ЭТ-352. В конце 1940-х годов завод освоил производство модели ЭТ-251, отрывавшей канавы шириной 1,1 и глубиной 2,5 метров.

СССМ-140 — одна из модификаций первого в СССР траншейного экскаватора МК-I, выпускавшаяся небольшими сериями по мере необходимости на протяжении 1930-х годов. Отличается от базовой модели наличием на нижнем конце ковшевой рамы уширителей фрезерного типа и планирующего звена

С начала 1950-х годов завод освоил производство лёгкого траншейного экскаватора ЭТ-121, представлявшего собой навесной агрегат для трактора СХТЗ-НАТИ. Машина предназначалась для рытья траншей шириной 0,5 метров и глубиной 1,2 метра под силовые кабели и линии связи. Эта модель стала первым навесным траншейным экскаватором в СССР. В 1954 году на смену роторному экскаватору КГ-65 пришла более совершенная модель ЭТР-152, а с 1957 года заводом был начат выпуск мощного роторного экскаватора БТМ, базовой машиной для которого послужил гусеничный артиллерийский тягач АТ-Т. Машина получила название «изделие 409У», она была способна отрывать траншеи глубиной до 1,5 метров со скоростью до 35,5 км/ч и использовалась преимущественно для армейских нужд. Разные модификации этого экскаватора выпускались до конца 1970-х годов. В 1975 году для Вооружённых сил был начат выпуск роторного траншейного экскаватора ТМК на базе пневмоколёсного тягача КЗКТ-538 (ИТК — инженерный колёсный тягач), впоследствии выпускался его усовершенствованный вариант ТМК-2. В 1978 году начался выпуск БТМ-4 на базе тягача МТ-Т.
Выпуск моделей ЭТН-251 и ЭТ-352 был прекращён в 1955 году, на смену обоим экскаваторам в 1956 году пришла универсальная модель ЭТУ-353, способная работать на мёрзлых грунтах, а также отрывать траншеи со ступенчатыми стенками в неустойчивых грунтах. С 1962 года ей на смену приходит модернизированная модель ЭТУ-354, а затем — её модификация ЭТУ-354А. В 1950-е годы выпуск продукции завода постоянно увеличился: так, с двух машин в 1946 году он возрос до 439 машин в 1956 году.
До конца десятилетия завод оставался крупнейшим производителем траншейных экскаваторов в СССР, на его долю приходилось до 70 % всех выпускавшихся машин. В середине 1950-х годов, в связи с быстрым ростом мелиоративного строительства в СССР, производство траншейных экскаваторов было организовано на ряде других предприятий — Таллинском экскаваторном заводе, Брянском заводе дорожных машин и Брянском заводе ирригационных машин, а также на Мозырском заводе мелиоративных машин. В результате доля Дмитровского экскаваторного завода в общем объёме производства стала падать. Так, в 1975 году завод произвёл лишь 17 % от общего количества выпущенных в СССР траншейных экскаваторов (которое составило 3517 машин; для сравнения, на долю Таллинского экскаваторного завода пришлось около 60 %). При этом темп производства на Дмитровском экскаваторном заводе изменился незначительно.
8 августа 1959 года согласно решению № 955 Мособлисполкома территория жилого заводского посёлка (ДЭЗ) и жилые дома управления каналом им. Москвы входит в границы города Дмитрова.
В конце 1950-х строительство Дома культуры ДЭЗ на месте клуба Дмитлага.
В 1962 году модель ЭТУ-352 была заменена моделью ЭТУ-353. В следующем году заводом была выпущена опытная партия прицепных роторных траншейных экскаваторов ЭТР-131, в качестве тягача использовался трактор Т-140 (прототип Т-180). В 1964 году ему на смену пришла усовершенствованная модель ЭТР-132. Этот экскаватор выпускался заводом долгое время, проходя периодическую модернизацию. В 1976 году начался выпуск цепного траншейного экскаватора ЭТЦ-252, базовой машиной для которого стал трелёвочный трактор ТТ-4. В дальнейшем на базе того же трактора была выпущена модификация ЭТЦ-252А, а также роторный экскаватор ЭТР-134. В 1982 году было начато производство модели ЭТЦ-151, являвшейся модификацией экскаватора ЭТЦ-252А и предназначавшейся для отрытия каналов и кюветов трапециевидного профиля.

## Современное производство
Дмитровский экскаваторный завод входит в состав ФГУП «Главное Военно-Строительное Управление № 12» (бывший Главспецстрой России), являющимся преемником Министерства строительного, дорожного и коммунального машиностроения СССР после распада страны.
По состоянию на 2010 год, на Дмитровском экскаваторном заводе работало около 400 человек. Основной продукцией завода продолжают оставаться экскаваторы. Предприятие производит навесной цепной траншейный экскаватор ЭТЦ-1609 на базе пневмоколёсного трактора МТЗ-82 (аналогичный по характеристикам модели ЭТЦ-165А). Выпускается модификация этого экскаватора, оснащаемая узким баровым рабочим органом для работы с мёрзлыми грунтами. Выпускаются также навесные цепные траншейные экскаваторы на базе пневмоколёсного трактора МТЗ-1221 (ЭТЦ-201 и модификации) и гусеничного трактора ДТ-75 (ЭТЦ-205 и модификации). Для цепных экскаваторов производятся сменные цепи. Кроме экскаваторов, предприятие производит навесные дорожные фрезы, навесные катки, экскаваторы поперечного копания, дизель-гидравлические станции, вибропогружатели, фильтры.